# Mischocyttarus lules
Mischocyttarus lules är en getingart som beskrevs av Willink 1953. Mischocyttarus lules ingår i släktet Mischocyttarus och familjen getingar. Inga underarter finns listade i Catalogue of Life.